# Азіз Аханнуш
Азіз Аханнуш (16 серпня 1961 , Tafraoutd, Сус — Масса ) — марокканський політик, бізнесмен і мільярдер, з 7 жовтня 2021 року обіймає посаду прем’єр-міністра Марокко.

Є генеральним директором Akwa Group, 6 квітня 2017 – 10 вересня 2021 обіймав посаду міністра сільського господарства. 

## Раннє життя та освіта
Аханнуш народився в 1961 році в Тафрау, виріс у Касабланці. 
Його мати і сестра вижили після землетрусу в Агадірі, в результаті якого загинули 10 членів його родини

В 1986 році Аханнуч закінчив Шербрукський університет з дипломом менеджера.

## Бізнес
Азіз є генеральним директором «Akwa Group», марокканського конгломерату, особливо активного у нафтогазовому секторі. 
 
У листопаді 2013 року «Forbes» оцінив його статки в 1,4 мільярда доларів.

Аханнуш успадкував «Akwa Group» від свого батька.

У 2020 році Аханнуш був на 12-му місці у щорічному списку найбагатших мільярдерів Африки за версією «Forbes», з оцінкою статків у 2 мільярди доларів.

## Політична кар'єра
У 2003 — 2007 рр Аханнуш був головою регіональної ради Сус-Маса-Драа. 

До 2 січня 2012 був членом Національне об'єднання незалежних (RNI).

23 серпня 2013 — 9 жовтня 2013 він обіймав посаду міністра фінансів на тимчасовій основі.
 
29 жовтня 2016 року Аханнуш знову приєднався до RNI та був обраний президентом партії. 
Він замінив Салахедіна Мезуара на цій посаді, який пішов у відставку.

У березні 2020 року через свою компанію «Afriquia», дочірню компанію групи «Akwa», Аханнуш пожертвував приблизно один мільярд дирхамів (103,5 мільйона доларів) у фонд боротьби з пандемією COVID-19, заснований королем Мухаммедом VI.

На загальних виборах 2021 року його партія посіла перше місце, здобувши 102 місця з 395 місць. 
10 вересня 2021 року король Мухаммед VI призначив його прем'єр-міністром, змість Саадеддіна Отмані. 
22 вересня 2021 року Аханнуш оголосив про формування офіційного коаліційного уряду разом із партіями PAM та Істикляль
, 
тим самим оголосивши свій статус прем’єр-міністра Марокко.
7 жовтня 2021 року Аханнуш обійняв посаду нового прем'єр-міністра.